# Эпизод, где никто не готов
«Эпизод, где никто не готов» (англ. The One Where No One's Ready) — второй эпизод третьего сезона, а также 50-я серия американского комедийного телесериала «Друзья», впервые транслировался на NBC 26 сентября 1996 года.
Росс приглашён почётным гостем на званый ужин в музее. Его друзья тоже приглашены, но ко времени выхода никто, кроме него и Фиби, не готов: Моника борется с автоответчиком Ричардом, Рэйчел не может определиться с нарядом, а Джоуи и Чендлер не могут поделить кресло.
Это единственный эпизод «Друзей», который происходит в режиме «реального времени», то есть зритель переживает каждую минуту действия вместе с героями.
Сюжет не был тепло принят критиками, в отличие от фанатов: данная серия признана лучшей среди всех 236 эпизодов телесериала по мнению Digital Spy. Премьеру эпизода просмотрело чуть меньше 27-и миллионов телезрителей.

## Сюжет
В восемь вечера начнется праздничное мероприятие в музее и Росс будет читать там речь. Он приглашает своих друзей с собой, дресс-код — официальный. Однако, когда он приходит за полчаса до выезда, обнаруживает, что все ещё не одеты: Джоуи ползает в холодильнике и случайно пробует жир в стакане, Чендлер читает газету, Рэйчел только вышла из ванной, а Моники вообще нет дома.
Приходит Фиби, она полностью собрана, что очень радует Росса. Пока Чендлер ходил в туалет, Джоуи занял его кресло и теперь не хочет отдавать, парни начинают спорить, Росс начинает нервничать. Из магазина возвращается Моника, перед тем как начать собираться она прослушивает автоответчик. На записи звучит старое сообщение от Ричарда, но Моника думает, что оно новое, она хочет позвонить Ричарду. Росс пытается спровадить её одеваться.
Джоуи по-прежнему сидит в кресле, поедая хумус, Чендлер пытается вывести его из себя и Джоуи случайно брызгает соусом на вечернее платье Фиби. Возникает еще одна проблема — прикрыть пятно Фиби. Моника бегает в одной комбинации в попытках позвонить Ричарду, друзья пытаются её остановить. Однако, она всё равно оставляет голосовое сообщение на телефон. Зная код от его автоответчика, она даёт друзьям прослушать сообщение и все понимают, что оно выглядит жалким. Кроме того, ей приходится разговаривать с дочерью Ричарда — Мишель. Моника хочет стереть своё сообщение и записать новое, но вместо этого наговаривает кучу глупостей на приветствие автоответчика.
Чендлер переоделся и требует от Джоуи встать с кресла, тот соглашается, но забирает с собой мягкие подушки. Тут же Джоуи возвращается, так как Чендлер спрятал его нижнее бельё. Он собирается отомстить.
Рэйчел пытается помочь Фиби прикрыть пятно, они находят рождественский венок и вешают его на грудь. Рэйчел наконец-то добралась до выбора туфель, но Росс взрывается, кричит на неё и унижает перед остальными. Расстроенная, Рэйчел решает не идти на вечер, переодевается в домашнюю одежду и садится разбирать почту. Приходит Джоуи, на нём вся одежда Чендлера, от пляжных шорт до галстуков, надетая слоями: «Ты прячешь мою одежду, я показываю твою», объясняет он. Джоуи изображает Чендлера, пародируя его манеру речи и выпады, которые он делает во время шуток.
Росс пытается извиниться перед Рэйчел, Джоуи предлагает выпить жир из холодильника, Рэйчел кажется интересной эта идея. И вот, Росс уже готов отхлебнуть из стакана, как Рэйчел его останавливает и прощает. Рэйчел уходит переодеваться и возвращается уже через 3 минуты в красивом бирюзовом платье. Все выдвигаются в такси.
На банкете к Россу подходит его коллега Шерман Увайтфилд, который присаживается на место Чендлера, пока тот отходил. Чендлер снова не у дел.

## В ролях

### Основной состав
- Дженифер Энистон — Рэйчел Грин
- Кортни Кокс — Моника Геллер
- Лиза Кудроу — Фиби Буффе
- Мэт Леблан — Джоуи Триббиани
- Мэтью Перри — Чендлер Бинг
- Девид Швимер — Росс Геллер

### Эпизодические роли
- Питер Деннис[англ.] — коллега Росса Шерман Увайтфилд

## Производство
- Эпизод снят 5-го сентября 1996 года. Он представляет собой «эпизод в бутылке»: используются только основной актёрский состав и одна декорация (квартира Моники и Рэйчел)[2]. Эта задумка исполнительного продюсера Кевина Брайта реализована с целью сэкономить деньги для других эпизодов. Успех серии привёл к тому, что такой формат использовался и далее: по крайней мере, один раз в сезон. Так, эпизоды «Эпизод с вечеринкой Моники» (s07e01) и «Эпизод о последнем вечере» построены исключительно на шести основных актерах.[8]
- Именно в этой серии (сцена, когда Джоуи и Чендлер бегут к пустому креслу) Мэтт Леблан вывернул плечо. Съемки пришлось остановить на день, живой аудитории, находящейся за кадром, также пришлось уйти, а потом снова собраться. В этом эпизоде в качестве аудитории использовались победители конкурса с диетической колой, которые слетелись со всех концов США[2]. Во время производства следующего эпизода Мэтт должен был носить удерживающую повязку на руке, поэтому сценаристы включили открывающую сцену, где Джоуи прыгает на кровати и повреждает руку[9].
- В оригинале Джоуи использовал фразу «going commando» (рус. не носить нижнего белья, ходить без трусов), которая возникла в США в студенческих городках в 1970-х годах. После данного эпизода она вновь стала популярной, особенно в спортивных СМИ[10][11].

### Культурные отсылки
Чендлер обсуждает с Фиби Дональда Дака: ему интересно, почему в повседневной жизни Дональд не носит штанов, но выходя из ванны, всегда оборачивает полотенце вокруг талии.

## Приём
В оригинальном вещании США данный эпизод просмотрело 26,7 млн телезрителей.

### Оценка
Entertainment Weekly отмечает, что этот эпизод «стилистически обязан „Сайнфелду“», в частности, ссылаясь на эпизод 1991 года «Китайский ресторан», который также разыгрывается в режиме реального времени. Он оценивает эпизод на C и называет сцену с автоответчиком «производной от Джорджа Костанзы».
Авторы «Friends Like Us: неофициальное руководство для друзей» называют его «забываемым», «сценарий скучный и исполнители, кажется, знают его, но никто из них изо всех сил не старается играть».
Allmovie говорит, что серия «выделяется тем, что реалистично изображает, как групповая инерция может замедлить тебя».
Общественная реакция была более позитивна: эпизод появился одним из первых среди «лучших эпизодов» на DVD и в 2004 году был признан третьим по популярности эпизодом в опросе NBC. В рейтинге всех 236-ти серий, составленном Digital Spy, данный эпизод занимает 1-е место. По их мнению, данная серия описывает сериал лучше всего, а сюжет — «фантастический фарс со сценарием, достойным кино» (англ. Fantastic farce with a script worthy of cinema).

### Пародии
Часть этого эпизода была воссоздана «строчка за строчкой» для «Moonlight» — песни из альбома Jay-Z «4:44». Актёрский состав полностью темнокожий (Джеррод Кармайкл в роли Росса, Исса Рей — Рэйчел, Тиффани Хэддиш — Фиби, Лэйкит Стэнфилд — Чендлер, Лил Рэл Хоури — Джоуи, а Тесса Томпсон в роли Моники), обстановка и костюмы идентичны оригиналу. Вместо заглавной песни «I’ll Be There for You» Рембрантов использовалась песня Худини «Friends».